# William Grosvenor (3e duc de Westminster)
William Grosvenor, 3e duc de Westminster (23 décembre 1894 - 22 février 1963) est un homme politique et pair britannique.

## Biographie
Il est le fils de Lord Henry Grosvenor et un petit-fils de Hugh Grosvenor (1er duc de Westminster). Du côté de sa mère Dora, il est un arrière-arrière-petit-fils de Guillaume IV.
Son cerveau est endommagé à la naissance. Après la mort de sa mère, il vit avec sa belle-mère, Rosamund, dans une petite maison du sud de l'Angleterre. Après sa mort, il vit dans une autre maison à Bath avec un soignant.
Le duc est décédé en 1963 à l'âge de 68 ans, célibataire et sans enfant. Il est enterré dans le cimetière de l'église Eccleston près de Eaton Hall, Cheshire. Ses titres passent à son cousin, Gerald Grosvenor.